# إيكر كاسياس
إيكر كاسياس فرنانديز (تلفظ بالإسبانية: ‎/ˈikeɾ kaˈsiʎas feɾˈnandeθ/‏؛ مواليد 20 مايو 1981) هو لاعب كرة قدم إسباني سابق لعب كحارس مرمى مع ريال مدريد في الدوري الإسباني وأيضًا مع نادي بورتو في الدوري البرتغالي الممتاز ومنتخب إسبانيا لكرة القدم. يطلق عليها شعبيا "San Iker" («سانت إيكر») لقدرته على التصدي بشكل مذهل. بعد حصوله على جائزة أفضل حارس من الاتحاد الدولي لتاريخ وإحصاءات كرة القدم في خمس سنوات متتالية بين عامي 2008 و2012، يعتبر كاسياس أحد أعظم حراس المرمى وأكثرها نجاحًا عبر التاريخ، وأتى في المركز الثاني خلف جانلويجي بوفون في قائمة أفضل الحراس في العقد الماضي وأخر ربع قرن في عام 2010. لُقّب بـ «سانت إيكر» ("Saint Iker") لقدرته المذهلة على التصدي، فهو حارس مرمى رياضي معروف بردوده فعله السريعة وقدرته الرائعة على إيقاف التسديدات.
بدأ كاسياس مسيرته مع الفئات السنية لنادي ريال مدريد في عام 1990. بعد حصوله على ترقية إلى الفريق الأول في عام 1999، بقي مع النادي لمدة 16 موسم، بعد ذلك خدم النادي كقائد. خلال الفترة الناجحة للغاية التي قضاها مع ريال مدريد، فاز بخمسة ألقاب في الدوري الإسباني ولقبين في كأس ملك إسبانيا وأربعة ألقاب في كأس السوبر الإسباني وثلاثة ألقاب في دوري أبطال أوروبا ولقبين في كأس السوبر الأوروبي ولقب كأس الإنتركونتيننتال ولقب كأس العالم للأندية. ومع 725 مباراة شارك فيها كاسياس مع النادي الملكي يُعتبر هو ثاني أكثر لاعب مشاركة مع ريال مدريد عبر التاريخ بعد راؤول.
شارك كاسياس للمرة الأولى مع منتخب إسبانيا في يونيو 2000 عن عمر 19 عام. وقد حقق حتى الآن رقماً قياسياً في عدد المشاركات بـ167 مباراة، مما جعله سابع أكثر لاعب مشاركة دولياً في تاريخ كرة القدم بالشراكة مع فيتالييس أستافييفس. وأكثر لاعب أوروبي مشاركة عبر التاريخ، خلف جانلويجي بوفون.
أصبح حارس مرمى منتخب إسبانيا الأول في نهائيات كأس العالم 2002، ولعب في بطولة أمم أوروبا 2004 وكأس العالم 2006. في عام 2008، أصبح كابتن المنتخب الإسباني، حيث قادهم إلى أول بطولة أوروبية لهم منذ 44 عامًا من خلال الفوز باليورو 2008. وتحت قيادة كاسياس أيضًَا، فازت إسبانيا بأول بطولة لقب كأس عالم في تاريخها، وكان ذلك في كأس العالم 2010 كما حافظت على بطولة أمم أوروبا في عام 2012.
في كأس العالم 2014، انضم كاسياس وزميله في المنتخب تشافي إلى أندوني زوبيزاريتا وفرناندو هييرو ليصبحوا الرابعي الوحيد الذي مثّل إسبانيا في أربع بطولات لكأس العالم.
ترشح كاسياس لجائزة الكرة الذهبية في عام 2008، وأحتل المركز الرابع. في نهاية عام 2012، تم التصويت له ليكون ضمن فريق اليويفا لهذا العام للمرة السادسة على التوالي. يحمل كاسياس الرقم القياسي كأكثر حارس المرمى ظهر في تشكيلة الفيفا السنوية. اعتبارًا من عام 2011، أصبح كاسياس واحدة من مجموعة مختارة من اللاعبين الذين فازوا بجميع الألقاب الرئيسية مع النادي والمنتخب الوطني.
في 19 أكتوبر 2010، أصبح أكثر حارس المرمى مشاركة عبر التاريخ في دوري أبطال أوروبا، وفي نوفمبر 2011، أصبح اللاعب الأكثر مشاركة مع نادي إسباني عبر التاريخ.
في سبتمبر 2015، أصبح اللاعب الأكثر مشاركة في دوري أبطال أوروبا. في أبريل عام 2018، لعب مباراته الاحترافية رقم 1000. مع 167 مباراة دولية للمنتخب الوطني، أصبح كاسياس هو القائد الثالث في تاريخ كرة القدم الذي يرفع كأس العالم ودوري أبطال أوروبا وبطولة أمم أوروبا بعد فرانتس بكنباور وديدييه ديشان.

## النشأة
والده خوسيه لويس كاسياس يعمل كموظف مدني في وزارة التربية والتعليم، ووالدته ماريا ديل كارمن فيرنانديز غونزاليس تعمل كمصففة شعر. وقد انتقل والديه من منزلهما في نافالاكروث، آبلة. لدى كاسياس أخ أصغر منه بسبع سنوات يدعى أوناي، واعتاد اللعب كلاعب خط وسط مع نادي ميستولس.

## مسيرته الكروية

### ريال مدريد

#### السنوات المبكرة
بدأ كاسياس مسيرته في الفئات السنية لنادي ريال مدريد، المعروف باسم لا فابريكا، خلال موسم 1990–91. في 27 نوفمبر 1997، وفي عمر ال16 عام، استُدعي إلى الفريق الأول لمواجهة نادي روسنبورغ في دوري أبطال أوروبا 1997–98، رغم أنه بقي على مقاعد البدلاء طوال الوقت. بعد أن قضى موسماً مع فريق ريال مدريد ج في الدوري الإسباني الدرجة الثالثة، دخل في منافسة كخيار أول لحارسه عرين النادي في بداية مباريات دوري أبطال أوروبا 1999–2000. ضد نادي أولمبياكوس في 15 سبتمبر 1999، أصبح أصغر حارس مرمى على يشارك في المسابقة في ذلك الوقت عن عمر 18 عامًا و 177 يومًا (الرقم الذي تم كسره في أكتوبر 2017 من قبل البلجيكي ميل سفيلار). قبلها بثلاثة أيام، شارك كاسياس لأول مرة في الدوري الأسباني في مباراة التعادل 2–2 أمام أتلتيك بيلباو على ملعب سان ماميس. في مايو 2000، أصبح أصغر حارس مرمى في التاريخ يلعب ويفوز بنهائي دوري أبطال أوروبا عندما تغلب ريال مدريد على فالنسيا 3–0، بعد أربعة أيام فقط من عيد ميلاده التاسع عشر.

#### 2001–2010
خسر كاسياس مكانه لسيزار سانشيز بعد أداءه الضعيف في موسم 2001–02، لكنه أستعاد ثقته بنفسه عندما تعرض سانشيز لإصابة في الدقائق الأخيرة من نهائي دوري أبطال أوروبا 2002. انطلق كاسياس وأنقذ العديد من تسديدات لاعبي باير ليفركوزن ليحقق لقب دوري أبطال أوروبا بعد الفوز بنتيجة 2–1.

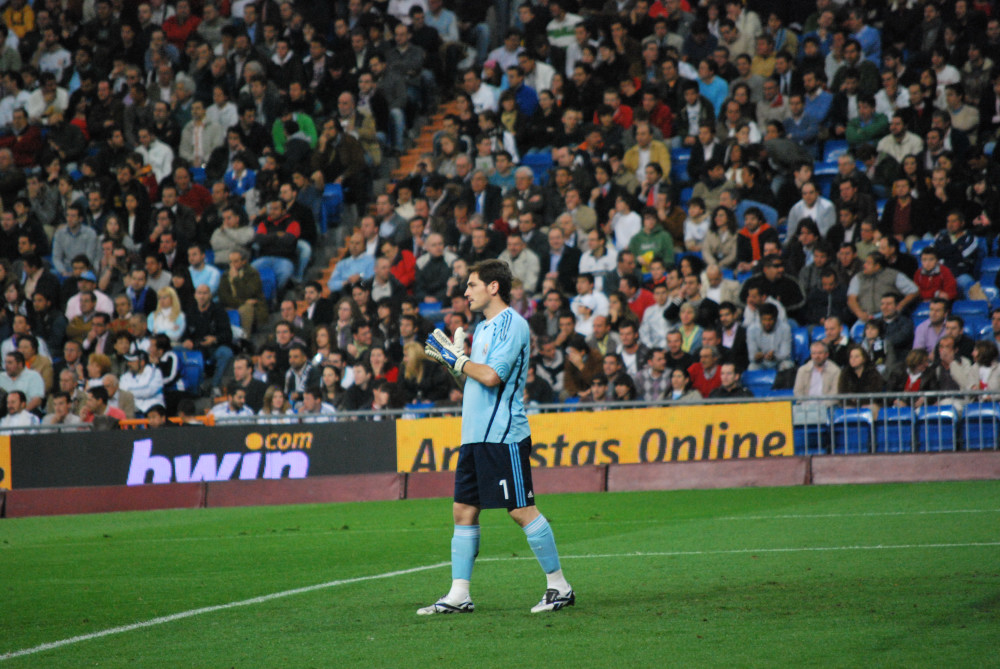
كاسياس يلعب مع ريال مدريد ضد خيتافي في 2009.

كان موسم 2007–08 موسمًا مثمرًا لكاسياس، حيث ساعد ريال مدريد على تحقيق لقبه ال31 في الدوري الاسباني وفاز بجائزة زامورا بعد أن تلقى 32 هدفاً فقط في 36 مباراة. في 14 فبراير 2008، حصل هو وكابتن الفريق راؤول على عقود الحياة، حيث وقع كاسياس تمديد العقد الذي من شأنه أن يبقيه في النادي حتى عام 2017، مع تمديد تلقائي إذا لعب 30 مباراة تنافسية خلال الموسم الأخير من العقد، وشرط جزائي بقيمة 113 مليون جنيه استرليني. أدائه خلال الموسم جعل له مكانًا في فريق اليويفا لهذا العام للمرة الثانية. في فبراير 2009، عادل كاسياس رقم فرانسيسكو بويو كأكثر حارس مرمى مشاركة مع ريال مدريد بـ454 مباراة، وتجاوزه بعد ذلك ليصبح أكثر حارس مرمى يشارك مع ريال مدريد عبر التاريخ عن عمر 27 سنة فقط. خلال فترة الانتقالات الصيفية لعام 2009، ذكرت بعض وسائل الإعلام الإسبانية أن مانشستر سيتي قد قدم عرضًا قياسيًا بقيمة 129 مليون جنيهًا إسترلينيًا لكاسياس. لكن النادي نفى الشائعات قائلا إنه لم يتم تقديم مثل هذا العرض. وقد تردد أن مانشستر يونايتد استفسر عنه، لكن لم يتم الإعلان عن أي سعر. كان قد ارتبط بأندية أخرى في الدوري الإنجليزي الممتاز ولكن كاسياس نفسه ذكر أنه ليس لديه نية لمغادرة نادي فتوته.
خلال موسم 2009–10 في مباراة ضد إشبيلية، قام كاسياس بتصدي استثنائي، حيث ركض من جانب مرماه إلى الجانب الآخر وأوقف كرة دييغو بيروتي من مسافة قريبة جدا. بعد المباراة، حصل على إشادة من حراس المرمى الإسبان وحارس مرمى المنتخب الإنجليزي غوردون بانكس، الذي قال عنه:«ردود فعل كاسياس لا تصدق. إذا استمر باللعب هذا الشكل سيصبح واحدا من أفضل حراس المرمى في تاريخ اللعبة». ذكرت يوروبا برس أن كاسياس كان ثاني أكثر الرياضيين الإسبان شعبية على الإنترنت في عام 2010. الدراسة التي أجرتها شركة Vipnet360 فحصت البحث عبر الويب على منصات مثل فيسبوك وتويتر ويوتيوب.

#### 2010–2015
خلال موسم 2010–11، بعد رحيل القائدين الأول والثاني لريال مدريد وهم راؤول وغوتي على التوالي، تم اختيار كاسياس ليصبح كابتن الفريق الأول للفريقين مع نائبين آخرين وهم سيرخيو راموس ومارسيلو وغونزالو هيغواين.

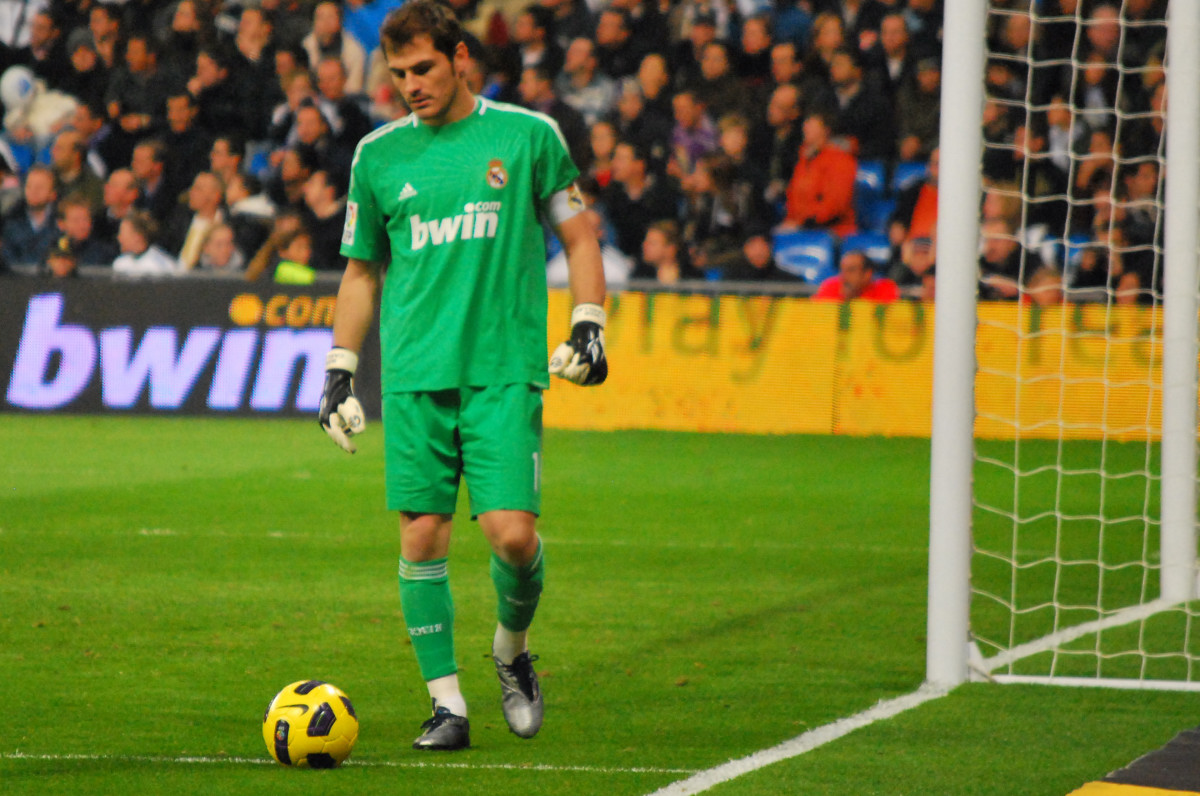
كاسياس يلعب مع ريال مدريد ضد أتلتيكو مدريد في نوفمبر 2010.

خلال موسم 2011–12، فاز كاسياس بجائزة أفضل حارس من الاتحاد الدولي لتاريخ وإحصاءات كرة القدم للمرة الرابعة، مما جعله أكثر حارس مرمى يفوز بالجائزة بجانب جانلويجي بوفون، وحارس المرمى الوحيد الذي فاز بالجائزة أربع مرات متتالية. في 22 يناير 2012 لعب كاسياس مباراته رقم 600 مع ريال مدريد في مباراة الفوز 4–1 أمام أتلتيك بيلباو. في 2 مايو 2012، فاز كاسياس بلقبه الخامس في الدوري الاسباني وأول لقب دوري له ككابتن لريال مدريد، مع فوزه 3–0 في بلباو.
في 22 ديسمبر 2012، تم إجلاس كاسياس على الدكة لصالح أنتونيو آدان من قبل المدير الفني للفريق جوزيه مورينيو في مباراة بالدوري ضد مالقا. كانت هذه بداية لسلسلة من الخلافات الحادة بين المدرب البرتغالي واللاعب، حيث زعم مورينيو أن كاسياس يسرب أخبار النادي للصحافة. أدى ذلك إلى حدوث تحول في رأي البعض من مشجعي ريال مدريد.
خلال موسم 2012–13، فاز كاسياس بجائزة أفضل حارس من الاتحاد الدولي لتاريخ وإحصاءات كرة القدم للمرة الخامسة على التوالي، مما جعله أكثر حارس في التاريخ يفوز بالجائزة، والوحيد الذي فاز بها في خمس مرات على التوالي.
في يناير 2013، بعد إصابة خطيرة لكاسياس، وقع مورينيو مع الحارس الإسباني دييغو لوبيز من إشبيلية. واختير لوبيز كحارس مرمى أول قبل أنتونيو آدان وحافظ على مكانه في الفريق حتى بعد عودة كاسياس من الإصابة. بعد موسم 2012–13، غادر مورينيو ريال مدريد وبعد رحيله مباشرة، تلقى انتقادات من لاعبان الوسط الإسبانيّان أندريس إنييستا وتشافي هيرنانديز على إجلاسة لكاسياس في مقاعد البدلاء.
في منتصف عام 2013، تم الإعلان عن أن كارلو أنشيلوتي سيكون مدرب ريال مدريد في موسم 2013–14. بدأ ريال مدريد الموسم بفوزه بنتيجة 2–1 على ريال بيتيس في الوقت الذي كان فيه كاسياس لايزال على مقاعد البدلاء مرة أخرى. بدأ أول مباراة له منذ 238 يومًا في مرحلة المجموعات من دوري أبطال أوروبا ضد غلطة سراي، لكنه أصيب في الدقيقة 15 بعد اصطدمه بسيرخيو راموس. على الرغم من كونه حارس الفريق الثاني في الدوري الإسباني خلف دييغو لوبيز، إلا أن كاسياس حافظ على كونه حارس مرمى ريال مدريد الأول في دوري أبطال أوروبا وكأس ملك إسبانيا، مسجلا رقما قياسيا جديدا في 962 دقيقة دون أن تتلقى شباكه أي هدف. في فبراير 2014، أصبح أول حارس مرمى يلعب في كل جولات كأس ملك إسبانيا قبل المباراة النهائية دون أن يدخل مرماه أي هدف. في 16 أبريل، قاد ريال مدريد في نهائي كأس ملك إسبانيا 2014 حيث تغلب على خصمة الازلي برشلونة بنتيجة 2–1 في ملعب ميستايا في بلنسية.
في 24 مايو 2014، قاد كاسياس ريال مدريد في نهائي دوري أبطال أوروبا 2014، حيث فاز باللقب للمرة الثالثة في مسيرته بعد الفوز بنتيجة 4–1 على أتلتيكو مدريد في لشبونة. كانت هذه هي المرة العاشرة التي يفوز فيها ريال مدريد بالبطولة. بعد الفوز بدوري أبطال أوروبا، شهد موسم 2014–15 عودته ليصبح الحارس الأول للفريق، حيث فاز بكأس السوبر الأوروبي 2014 على إشبيلية في 12 أغسطس 2014. ثم فاز أيضاً بكأس العالم للأندية 2014 في وقت لاحق من ذلك العام. في 20 ديسمبر 2014 شارك في مباراته رقم 700 مع ريال مدريد في نهائي كأس العالم للأندية 2014، حيث فاز ريال مدريد على سان لورينزو 2–0.

### بورتو

#### 2015–2019

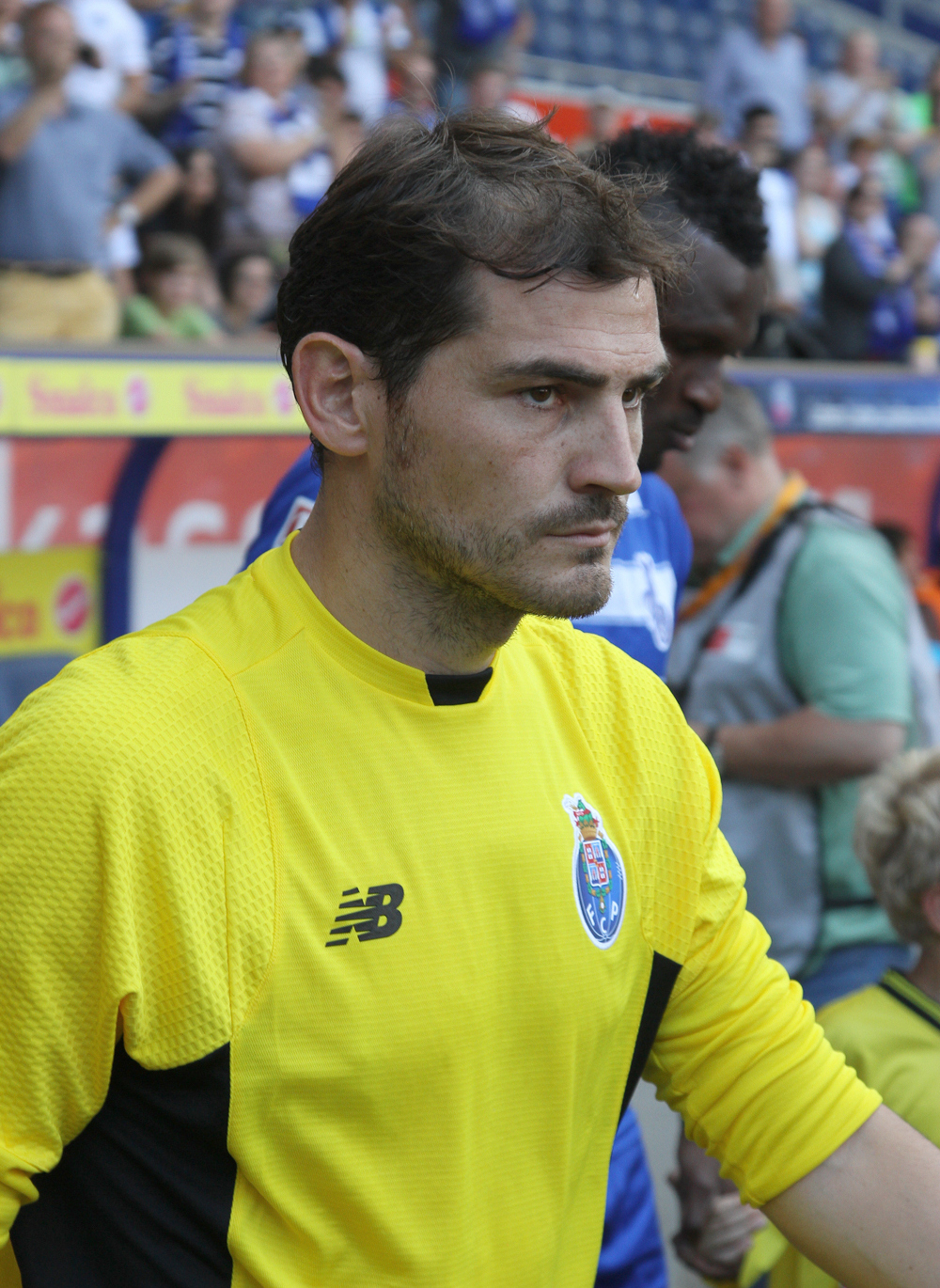
كاسياس مع بورتو في يوليو 2015.

بعد الكثير من الإشاعات حول مستقبله، في 11 يوليو 2015 وقع كاسياس مع بورتو البرتغالي في صفقة لمدة عامين مع خيار التمديد لعام إضافي. تعرض سلوك ريال مدريد أثناء في خروجه للانتقاد، حيث ادعى والدي كاسياس أنه تم إجباره على مغادرة النادي من قبل الرئيس فلورنتينو بيريز الذي تلقى دعوات من المشجعين كي يستقيل. زميله الدولي السابق تشافي، الذي خرج من نادي برشلونة في نفس الصيف بعد مشوار طويل وناجح مماثل لإيكر، أدّعى أن ريال مدريد لم يُقدّر خدمة كاسياس للنادي.
شارك كاسياس أول مباراة له في الدوري البرتغالي الممتاز في 15 أغسطس، حيث حافظ على نظافة شباكة في المباراة التي فاز فيها فريقه بنتيجة 3–0 أمام فيتوريا دي غيماريش على ملعب التنين. في 29 سبتمبر 2015، تفوق على تشافي ليصبح اللاعب الأكثر ظهوراً في دوري أبطال أوروبا، حيث وصل رقمه القياسي في دوري الأبطال إلى 152 في مباراة الفوز 2–1 على تشيلسي. في ذلك الموسم، تجاوز كاسياس رقم أدوين فان در سار كأكثر حارس مرمى حافظ على نظافة شباكه في تاريخ دوري أبطال أوروبا، حيث حافظ على شباكه في 51 مباراة في المسابقة في 20 أكتوبر 2015، في فوزه 2–0 على مكابي تل أبيب. في يناير 2016، ألقي اللوم عليه في الخسارة أمام فيتوريا دي غيماريش (1–0) في الدوري بعد أن تسبب بالهدف بسبب هفوة كبيرة منه.
في 14 مارس 2017، شارك كاسياس في مبارات رقم 171 في مسابقات الاتحاد الأوروبي في مباراة الهزيمة 1–0 أمام يوفنتوس في مباراة الإياب من الدور ال16 من دوري أبطال أوروبا، وتجاوز باولو مالديني كأكثر لاعب مشاركة مباريات في مباريات مع الأندية الأوروبية.
في 13 سبتمبر، عادل كاسياس رقم ريان غيغز في المشاركة بدوري أبطال أوروبا في 19 مسابقة متتالية عندما شارك في مباراة فوز بورتو على أرضه 3–1 أمام بشكتاش في دوري أبطال أوروبا 2017–18.
في 2 أبريل 2018، لعب كاسياس مباراته رقم 1000 كمحترف في مباراة خسارة بورتو 2–0 أمام بيلينينسش. في مايو، فاز ببطولته الأولى مع النادي البرتغالي حيث فاز بلقب الدوري للمرة الأولى منذ عام 2013. في 17 مايو 2018، جدد عقده مع بورتو لمدة عام آخر. في 4 أغسطس، شارك كاسياس كأساسي في مباراة فوز بورتو 3–1 أمام ديسبورتيفو أفيس في كأس السوبر البرتغالي 2018. في 11 ديسمبر، أصبح كاسياس ثاني لاعب في تاريخ دوري أبطال أوروبا يصل إلى 100 فوز بعد كريستيانو رونالدو، في مباراة الفوز 3–2 خارج ملعبه على غلطة سراي.
في 1 مايو 2019، خلال جلسة تدريبية مع بورتو، عانى كاسياس من آلام في الصدر ونُقل إلى أقرب مستشفى، حيث خضع لعملية جراحية في القلب. وأعلن الأطباء في المستشفى أنه أصيب بنوبة قلبية، وذُكر أنه في حالة مستقرة. وتم استبعاده لبقية الموسم. على الرغم من أنه أبتعد عن الخطورة وكان من المتوقع أن يتعافى بشكل كامل، إلا أن الأطباء حذروا كاسياس من الاستمرار باللعب بشكل احترافي مرة أخرى بسبب حاجته المتوقعة إلى مزيد من العلاج والأدوية المستمرة ووجود احتمالية لعودة الأزمة القلبية.

#### 2019–2020
في يوليو 2019، بعد نوبة قلبية قبل شهرين، عاد كاسياس للتدريب قبل الموسم. في وقت لاحق من ذلك الشهر، أعلن بورتو أنه قد تم منحه دورًا في الجهاز الفني للنادي حيث واصل تعافيه. في أغسطس، تم اختياره في تشكيلة بورتو لموسم 2019–20. في سبتمبر، شارك نتائج تحاليله الطبية على مواقع التواصل الاجتماعي؛ في نهاية الشهر، ذكر أنه سينتظر حتى مارس من العام التالي ليرى كيف يتقدم في شفائه قبل أن يقرر ما إذا كان العودة إلى اللعب أو الاعتزال. في أكتوبر، نشر صورة لنفسه وهو يمارس التمارين في صالة الألعاب الرياضية بالنادي على إنستغرام. استأنف التدريب في 4 نوفمبر.

### الاعتزال
في 4 أغسطس 2020، أعلن كاسياس رسميًا اعتزاله كرة القدم الاحترافية. في يوليو، وردت أخبار تقول أنه عاد إلى ريال مدريد للعمل كمستشار لفلورنتينو بيريز. في ديسمبر 2020، تم تعيينه نائبًا للرئيس التنفيذي لمؤسسة ريال مدريد.

## مسيرته الدولية

### الفئات السنية
شارك كاسياس لأول مره مع إسبانيا في سن 16 عاما، حيث مثل منتخب إسبانيا تحت 17 سنة. كان أصغر لاعب في المنتخب الإسباني الذي احتل المركز الثالث في بطولة العالم تحت 17 سنة لكرة القدم 1997 في مصر. أصبح في وقت لاحق كابتن المنتخب تحت 17 سنة. بعد ذلك بعامين، فاز بكأس العالم للشباب 1999 وكأس ميريديان في نفس العام.

### المنتخب الأول

#### يورو 2000 وكأس العالم 2002
يُعتبر كاسياس حاليا من أبرز اللاعبين في تاريخ المنتخب الإسباني. بعد بدايته الدولية الأولى مع المنتخب الأول في 3 يونيو 2000 ضد السويد (بعمر 19 عامًا و14 يومًا)، كان كاسياس بديلًا ولم يشارك في بطولة أمم أوروبا 2000. وكان جزءًا من قائمة المنتخب المشاركة في كأس العالم 2002 كبديل لسانتياغو كانيزاريس. وبالصدفة، أصبح الخيار الأول عندما اضطر كانيزاريس للانسحاب من البطولة بسبب الإصابة من حادث إستثنائي. بعمر ال21، كان كاسياس واحد من أصغر حراس المرمى الأساسيين في البطولة. لعب دوراً فعالاً في تأهل إسبانيا من دور ال16 عندما تصدى لركلتي جزاء في ركلات الجزاء الترجيحية ضد جمهورية أيرلندا، مما أكسبه لقب «القديس». تم تصنيف إحدى تصدياته خلال الدور ربع النهائي ضد كوريا الجنوبية خلال كأس العالم 2002 من قبل الفيفا باعتبارها واحدة من أفضل عشر تصديات في التاريخ.

#### يورو 2004 وكأس العالم 2006
لعب كاسياس في جميع المباريات الثمانية للمجموعة السادسة خلال تصفيات بطولة أمم أوروبا 2004، حيث لم تتلقى شباكه سوى أربعة أهداف. حافظ على نظافة شباكة في إياب المباراة الفاصلة ضد النرويج التي انتهت بنتيجة 3–0 في أوسلو. شارك في جميع مباريات المنتخب الإسباني في نهائيات بطولة أمم أوروبا 2004.
كان هو الحارس الأول في كأس العالم 2006، حيث قائد الفريق مرتين، لكنه لم يستطع منع لاروخا من الخسارة بنتيجة 3–1 أمام فرنسا الذي كان يقودهم زين الدين زيدان في دور الـ16.

#### يورو 2008
مع استبعاد زميله في ريال مدريد راؤول من تشكيلة المنتخب الإسباني المشاركة في بطولة أمم أوروبا 2008، تم منح كاسياس شارة القيادة. بدأ أول مباراتين في المجموعة الرابعة ضد روسيا والسويد قبل أن يستريح ويشارك بديله في حراسة المرمى بيبي رينا من أجل إقصاء اليونان في دور المجموعات. في 22 يونيو تصدى كاسياس لركلتي جزاء من أنتونيو دي ناتالي ودانييلي دي روسي لتقصي إسبانيا إيطاليا من ربع النهائي بعد فوزها بنتيجة 4–2 في ركلات الترجيح بعد التعادل السلبي في الشوطين الأصليين والإضافيين من المباراة. في 29 يونيو، واصلت إسبانيا مشوارها لتفوز بالبطولة بعد فوزها على ألمانيا 1–0 في المباراة النهائية. حافظ كاسياس على شباكه نظيفة في جميع مباريات خروج المغلوب في دور ربع النهائي ونصف النهائي والنهائي، حيث كان هدف السويد من قبل زلاتان إبراهيموفيتش آخر هدف سُجّل ضده. في 29 يونيو 2008، أصبح كاسياس أول حارس مرمى يرفع كأس بطولة أمم أوروبا بعد فوز منتخبه بالبطولة.

#### كأس القارات 2009 وكأس العالم 2010

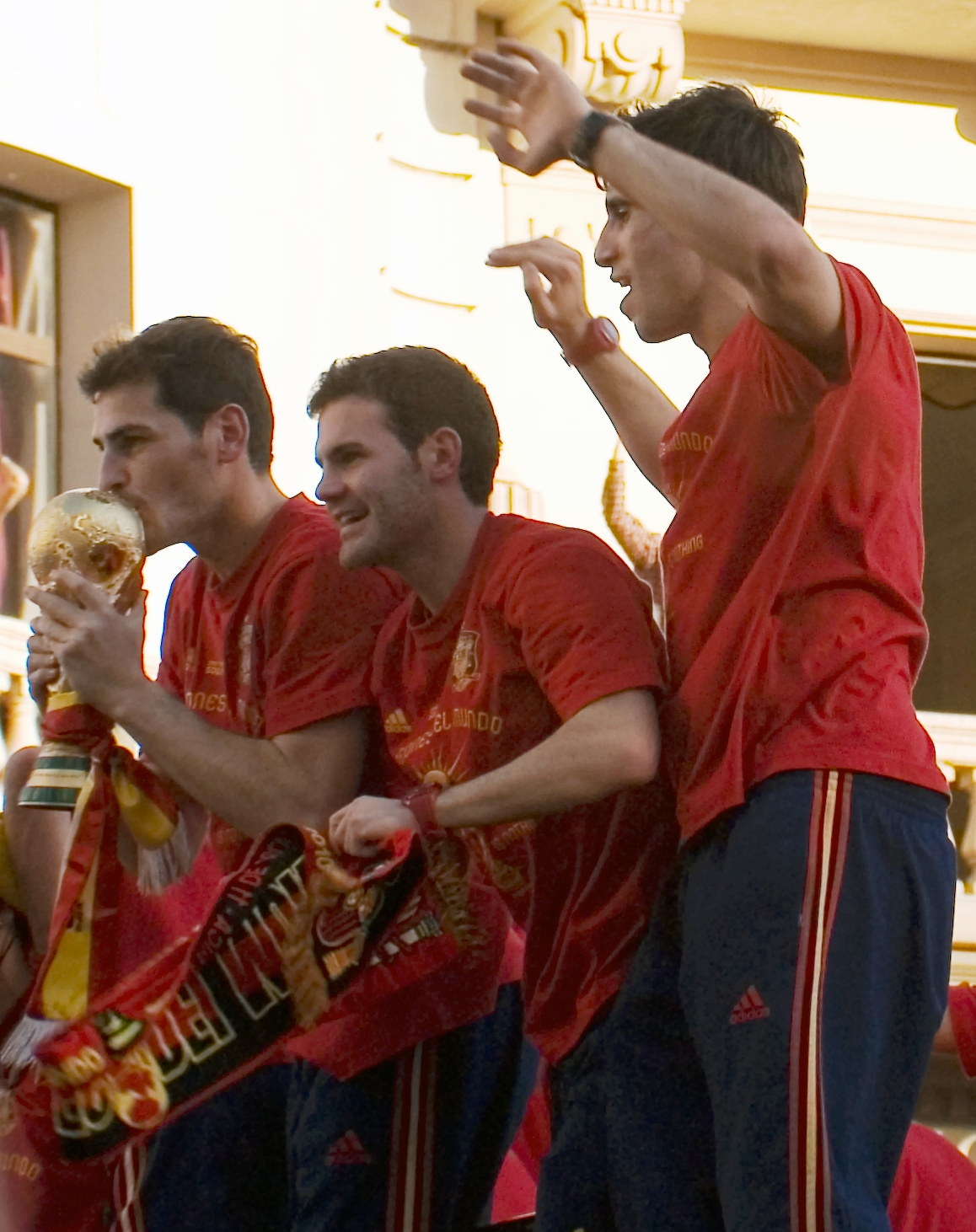
كاسياس مع كأس بطولة كأس العالم خلال الإحتفالات في إسبانيا، يوليو 2010

كان كاسياس حارس مرمى المنتخب الإسباني خلال كأس القارات 2009 في جنوب أفريقيا، وشارك في أربع مباريات، حيث أنهت إسبانيا البطولة في المركز الثالث. في 5 سبتمبر 2009، بعد الفوز 5–0 على بلجيكا في تصفيات كأس العالم 2010، عادل كاسياس رقم أندوني زوبيزاريتا الدولي بـ56 مباراة خرج فيها بشباك نظيفة، وخلال المباراة التالية للمنتخب الإسباني، ضد إستونيا في 9 سبتمبر 2009، تخطى زوبيزاريتا ليصبح هو حامل الرقم القياسي لأكثر من حافظ على نظافة شباكة مع المنتخب الإسباني (حقق هذا الرقم في مباراته رقم 98 مع المنتخب الوطني، بينما حقق زوبيزاريتا الرقم في 126 مباراة قبل اعتزاله). بعد شهرين، شارك كاسياس في مباراته رقم 100 مع المنتخب الإسباني في المباراة الودية التي فازوا فيها على الأرجنتين، مما جعله ثالث لاعب في تاريخ كرة القدم الإسبانية يصل إلى هذا الرقم على الصعيد الدولي.
في 11 يوليو 2010، قاد كاسياس إسبانيا إلى أول لقب لها في كأس العالم بعد الفوز بنتيجة 1–0 على هولندا. وبذلك أصبح ثالث حارس مرمى يفوز بكأس العالم وهو كابتن للمنتخب (بجانب جانبييرو كومبي في عام 1934 ودينو زوف في عام 1982؛ وتبعهم بهذا الإنجاز لاحقاً هوغو لوريس في عام 2018). تم اختياره كأفضل حارس مرمى في البطولة ومُنح جائزة القفاز الذهبي. خلال النهائيات في جنوب أفريقيا، حافظ كاسياس على نظافة شباكه في 5 مباريات، وتلقت شباكه هدفين وتصدى لركلة جزاء في ربع النهائي ضد باراغواي. في المباراة النهائية، تصدى لكُرتين حاسمتين من الهولندي آريين روبن عندما كانت النتيجة 0–0 بعد أن تجاوز الهولندي جميع المدافعين.
في 15 نوفمبر 2011، أصبح كاسياس اللاعب الأكثر مشاركة مع إسبانيا، وكسر الرقم القياسي الذي كان باسم أندوني زوبيزاريتا في مباراة التعادل 2–2 مع كوستاريكا. في 29 فبراير 2012، في مباراة فوز إسبانيا 5–0 على فنزويلا، عادل كاسياس رقم أدوين فان در سار بـ 72 مباراة بشباك نظيفة على المستوى الدولي. في 6 يونيو، حقق كاسياس الرقم القياسي لأكثر حارس مرمى حافظ على نظافة شباكة دوليا بـ74 مباراة. في مباراة الفوز على الصين 1–0.

#### يورو 2012

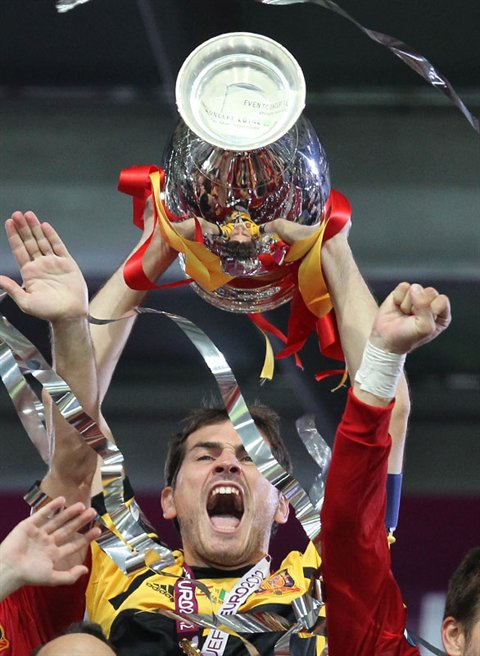
كاسياس يرفع كأس بطولة أمم أوروبا 2012، وهو اللقب الرئيسي الثالث على التوالي لإسبانيا، ليُحققوا الثلاثية التاريخية.

في 1 يوليو 2012، أصبح كاسياس أول لاعب يحقق 100 فوز دولي مع منتخب بلاده. كما حقق رقمًا قياسيًا من خلال مشاركته في 509 دقيقة دون أن يدخل مرماه هدف في بطولة أمم أوروبا 2012، حيث حافظ على نظافة شباكه في 5 مباريات متتالية وكسر الرقم القياسي الذي كان 494 دقيقة والذي حققه الحارس الإيطالي دينو زوف. الهدف الوحيد الذي تلقاه كان من قبل أنتونيو دي ناتالي في مباراة إسبانيا الافتتاحية للبطولة ضد إيطاليا وصيفة البطولة لاحقًا. ثم عزز كاسياس دقائق رقمه القياسي الجديد حتى 817 دقيقة.
فاز المنتخب الإسباني بالبطولة للمرة الثانية على التوالي كإنجاز تاريخي لم يسبق لأي منتخب فعله. وذلك بعد الفوز 4–0 في المباراة النهائية أمام إيطاليا.

#### كأس القارات 2013 وكأس العالم 2014
في يونيو 2013، مثل كاسياس إسبانيا في كأس القارات 2013 في البرازيل، حيث شارك في ثلاث مباريات من وصول إسبانيا إلى المباراة النهائية، إلا أنهم هزموا من قبل المستضيف البرازيل.
في يونيو 2014، تم اختيار كاسياس لتمثيل إسبانيا في نهائيات كأس العالم الرابعة له. في المباراة الافتتاحية للمنتخب، أرتكب خطأين أدى إلى أهداف من ستيفان دي فري وروبين فان بيرسي حيث هزم بطل العالم 5–1 من هولندا. بعد المباراة، اعتذر كاسياس عن الهزيمة ووصف أداءه بأنه أسوأ أداء في مسيرته. كما أنه شارك في مباراة المجموعات الثانية لإسبانيا ضد تشيلي، والتي خسروها 2–0 وتم إقصاءهم من كأس العالم. وتلقى انتقادات لتسببه بالهدف الثاني لشيلي، حيث قام بدفع ركلة أليكسيس سانشيز الحرة إلى للهداف تشارلز أرانغويز. في 23 يونيو، تم وضع كاسياس على مقاعد البدلاء في مباراة إسبانيا الأخيرة ضد أستراليا، ليشارك بديلاً عنه بيبي رينا.

#### يورو 2016
في 5 سبتمبر 2015، حافظ كاسياس على شباكه نظيفة في مباراته رقم 100 كقائد للمنتخب الإسباني في مباراة الفوز 2–0 في تصفيات بطولة أمم أوروبا 2016 على سلوفاكيا في ستاد كارلوس تارتيري في أوفييدو. في 13 نوفمبر، حافظ كاسياس على نظافة شباكة للمرة رقم 100 على المستوى الدولي مع إسبانيا في مباراة الفوز في المباراة الودية 2–0 على إنجلترا، في أليكانتي، ليصبح أول حارس مرمى عبر التاريخ –رجال أو سيدات– يصل إلى هذا الإنجاز. كما أنه عادل الرقم القياسي الأوروبي للاتيفي فيتالييس أستافييفس البالغ 166 مباراة دولية في 27 مارس 2016 من خلال اللعب في مباراة ودية ضد رومانيا.
في 31 مايو، تم ضم كاسياس إلى تشكيلة إسبانيا الأخيرة المكونة من 23 لاعب للمشاركة في بطولة أمم أوروبا 2016. في اليوم التالي، أصبح اللاعب الأوروبي الأكثر مشاركة بـ167 في مباراة الفوز 6–1 على كوريا الجنوبية في سالزبورغ. خلال البطولة، كان الحارس الثاني خلف دافيد دي خيا. لم يشارك كاسياس خلال البطولة حيث تم إقصاء إسبانيا من دور ال16 بعد الهزيمة 2–0 أمام إيطاليا.

#### كأس العالم 2018
في 21 مايو 2018، تم استبعاد كاسياس من تشكيلة إسبانيا الأخيرة المكونة من 23 لاعباً للمشاركة في كأس العالم 2018 في روسيا من قبل المدير الفني جولين لوبيتيغي.

## الإحصائيات

### النادي
| النادي       | الموسم                | الدوري                           | الدوري | الدوري  | الكأس  | الكأس   | قاري   | قاري    | أخرى   | أخرى    | المجموع | المجموع |
| النادي       | الموسم                | الدرجة                           | الظهور | الأهداف | الظهور | الأهداف | الظهور | الأهداف | الظهور | الأهداف | الظهور  | الأهداف |
| ------------ | --------------------- | -------------------------------- | ------ | ------- | ------ | ------- | ------ | ------- | ------ | ------- | ------- | ------- |
| ريال مدريد ب | 1999–2000             | الدوري الإسباني الدرجة الثانية ب | 4      | 0       | —      | —       | —      | —       | —      | —       | 4       | 0       |
| ريال مدريد   | 1999–2000             | الدوري الإسباني                  | 27     | 0       | 5      | 0       | 12     | 0       | 3      | 0       | 47      | 0       |
| ريال مدريد   | 2000–01               | الدوري الإسباني                  | 34     | 0       | 0      | 0       | 11     | 0       | 2      | 0       | 47      | 0       |
| ريال مدريد   | 2001–02               | الدوري الإسباني                  | 25     | 0       | 5      | 0       | 9      | 0       | 1      | 0       | 40      | 0       |
| ريال مدريد   | 2002–03               | الدوري الإسباني                  | 38     | 0       | 0      | 0       | 15     | 0       | 2      | 0       | 55      | 0       |
| ريال مدريد   | 2003–04               | الدوري الإسباني                  | 37     | 0       | 2      | 0       | 9      | 0       | 2      | 0       | 50      | 0       |
| ريال مدريد   | 2004–05               | الدوري الإسباني                  | 37     | 0       | 0      | 0       | 10     | 0       | —      | —       | 47      | 0       |
| ريال مدريد   | 2005–06               | الدوري الإسباني                  | 37     | 0       | 4      | 0       | 7      | 0       | —      | —       | 48      | 0       |
| ريال مدريد   | 2006–07               | الدوري الإسباني                  | 38     | 0       | 0      | 0       | 7      | 0       | —      | —       | 45      | 0       |
| ريال مدريد   | 2007–08               | الدوري الإسباني                  | 36     | 0       | 0      | 0       | 8      | 0       | 2      | 0       | 46      | 0       |
| ريال مدريد   | 2008–09               | الدوري الإسباني                  | 38     | 0       | 0      | 0       | 7      | 0       | 2      | 0       | 47      | 0       |
| ريال مدريد   | 2009–10               | الدوري الإسباني                  | 38     | 0       | 0      | 0       | 8      | 0       | —      | —       | 46      | 0       |
| ريال مدريد   | 2010–11               | الدوري الإسباني                  | 35     | 0       | 8      | 0       | 11     | 0       | —      | —       | 54      | 0       |
| ريال مدريد   | 2011–12               | الدوري الإسباني                  | 37     | 0       | 4      | 0       | 10     | 0       | 2      | 0       | 53      | 0       |
| ريال مدريد   | 2012–13               | الدوري الإسباني                  | 19     | 0       | 3      | 0       | 5      | 0       | 2      | 0       | 29      | 0       |
| ريال مدريد   | 2013–14               | الدوري الإسباني                  | 2      | 0       | 9      | 0       | 13     | 0       | —      | —       | 24      | 0       |
| ريال مدريد   | 2014–15               | الدوري الإسباني                  | 32     | 0       | 0      | 0       | 10     | 0       | 5      | 0       | 47      | 0       |
| ريال مدريد   | المجموع مع ريال مدريد | المجموع مع ريال مدريد            | 510    | 0       | 40     | 0       | 152    | 0       | 23     | 0       | 725     | 0       |
| بورتو        | 2015–16               | الدوري البرتغالي                 | 32     | 0       | 0      | 0       | 8      | 0       | —      | —       | 40      | 0       |
| بورتو        | 2016–17               | الدوري البرتغالي                 | 33     | 0       | 0      | 0       | 10     | 0       | —      | —       | 43      | 0       |
| بورتو        | 2017–18               | الدوري البرتغالي                 | 20     | 0       | 8      | 0       | 3      | 0       | —      | —       | 31      | 0       |
| بورتو        | 2018–19               | الدوري البرتغالي                 | 31     | 0       | 0      | 0       | 10     | 0       | 1      | 0       | 42      | 0       |
| بورتو        | 2019–20               | الدوري البرتغالي                 | 0      | 0       | 0      | 0       | 0      | 0       | 0      | 0       | 0       | 0       |
| بورتو        | المجموع مع بورتو      | المجموع مع بورتو                 | 116    | 0       | 8      | 0       | 31     | 0       | 1      | 0       | 156     | 0       |
| الإجمالي     | الإجمالي              | الإجمالي                         | 630    | 0       | 48     | 0       | 183    | 0       | 24     | 0       | 885     | 0       |

### المنتخب

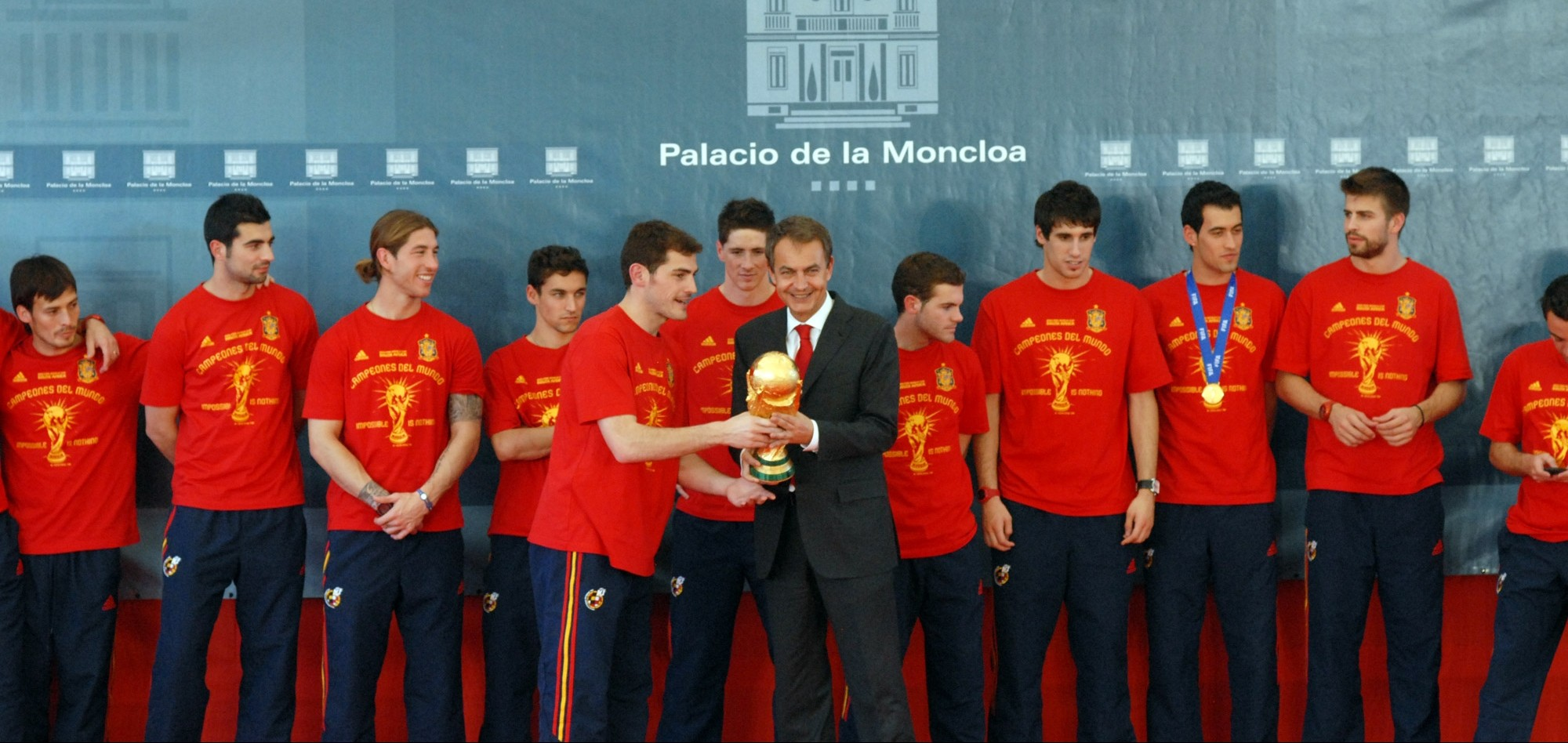
كاسياس ورئيس الوزراء خوسيه لويس ثباتيرو يحملان كأس بطولة كأس العالم بعد فوز إسبانيا في 2010.

| إسبانيا | إسبانيا | إسبانيا |
| العام   | الظهور  | الأهداف |
| ------- | ------- | ------- |
| 2000    | 6       | 0       |
| 2001    | 5       | 0       |
| 2002    | 11      | 0       |
| 2003    | 11      | 0       |
| 2004    | 12      | 0       |
| 2005    | 10      | 0       |
| 2006    | 10      | 0       |
| 2007    | 8       | 0       |
| 2008    | 15      | 0       |
| 2009    | 13      | 0       |
| 2010    | 15      | 0       |
| 2011    | 11      | 0       |
| 2012    | 16      | 0       |
| 2013    | 9       | 0       |
| 2014    | 8       | 0       |
| 2015    | 5       | 0       |
| 2016    | 2       | 0       |
| المجموع | 167     | 0       |

## الإنجازات

### النادي
ريال مدريد ج
- الدوري الإسباني الدرجة الثالثة (1): 1998–99 (المجموعة السابعة)

 ريال مدريد
- الدوري الإسباني (5): 2000–01، 2002–03، 2006–07، 2007–08، 2011–12
- كأس ملك إسبانيا (2): 2010–11، 2013–14
- كأس السوبر الإسباني (4): 2001، 2003، 2008، 2012
- دوري أبطال أوروبا (3): 1999–2000، 2001–02، 2013–14
- كأس السوبر الأوروبي (2): 2002، 2014
- كأس العالم للأندية (1): 2014
- كأس الإنتركونتيننتال (2): 1998، 2002

 بورتو
- الدوري البرتغالي (2): 2017–18،[74] 2019–20
- كأس البرتغال (1): 2019–20[126]
- كأس السوبر البرتغالي (1): 2018[127]

### المنتخب
إسبانيا
- كأس العالم (1): 2010
- بطولة أمم أوروبا (2): 2008، 2012

### الفردية
- جائزة برافو (1): 2000[128]
- أفضل لاعب صاعد في الدوري الإسباني (1): 2000
- أفضل لاعب في الدوري الإسباني (2): 2009، 2012
- جائزة اللعب النظيف في الدوري الإسباني (1): 2012–13
- جائزة اللعب النظيف في الدوري البرتغالي (1): 2017–18
- جائزة زامورا (1): 2007–08
- جائزة أفضل حارس مرمى في أوروبا (1): 2010
- جائزة أفضل حارس من الاتحاد الدولي لتاريخ وإحصاءات كرة القدم (5): 2008، 2009، 2010، 2011، 2012[129]
- تشكيلة الفيفا السنوية (5): 2008، 2009، 2010، 2011، 2012
- تشكيلة الفيفا السنوية التشكيلة الثانية (1): 2013[130]
- تشكيلة الفيفا السنوية التشكيلة الثالثة (1): 2014[43]
- تشكيلة الفيفا السنوية التشكيلة الخامسة (1): 2015[131]
- جائزة القفاز الذهبي في كأس العالم (1): 2010[132]
- فريق الأحلام في كأس العالم (1): 2010
- بطولة أمم أوروبا فريق البطولة (2): 2008، 2012
- جائزة اليويفا لأفضل فريق (6): 2007، 2008، 2009، 2010، 2011، 2012
- فريق الموسم من وسائل الإعلام الرياضية الأوروبية (1): 2007–08
- جائزة اليويفا لأفضل فريق (نُشرت في 2015)[103]
- جائزة القدم الذهبية (1): 2017[133]

المصدر:

### أرقام قياسية
- أكثر لاعب شارك في دوري أبطال أوروبا: 167 (باستثناء 4 مباريات في التصفيات)[134][135]
- أكثر حارس مرمى حافظ على نظافة شباكه في دوري أبطال أوروبا: 56 (باستثناء مباراتين في التصفيات)[134]
- أكثر لاعب شارك في مواسم متتالية في دوري أبطال أوروبا: 19 (بجانب ريان غيغز)[10]
- أكثر لاعب شارك في بطولات الاتحاد الأوروبي: 178[71][134]
- أصغر حارس مرمى يشارك في نهائي دوري أبطال أوروبا: 19 عام وأربع أيام[105][134]
- أصغر حارس مرمى يفوز في نهائي دوري أبطال أوروبا: 19 عام وأربع أيام[105][134]
- أكثر حارس مرمى فاز بدوري أبطال أوروبا: 3 (بجانب خوان ألونسو، وراي كليمينس، وسيب ماير، وكيلور نافاس، وهاينز ستوي، وفيكتور فالديز، وكيكو كاسيا)[134]
- أكثر حارس مرمى مشاركة مع ريال مدريد: 725[102][136]
- أكثر لاعب شارك مع ريال مدريد في بطولات الاتحاد الأوروبي: 155[137]
- أكثر حارس مرمى حصل على جائزة أفضل حارس من الاتحاد الدولي لتاريخ وإحصاءات كرة القدم: 5 (بجانب جانلويجي بوفون ومانويل نوير)[129]
- أكثر حارس مرمى ظهر في تشكيلة الفيفا السنوية: 5
- أكثر حارس مرمى ظهر في جائزة اليويفا لأفضل فريق: 6[138]
- أكثر لاعب مشاركة مع المنتخب الإسباني: 167[139][140]
- أكثر حارس مرمى حافظ على نظافة شباكه على المستوى الدولي: 102[104][117]
- أكثر لاعب حقق انتصارات على المستوى الدولي: 121[104][140]
- أقل عدد أهداف تلقاها الحارس الفائز بكأس العالم في نسخة واحدة: 2 في 7 مباريات (بجانب جانلويجي بوفون وفابيان بارتيز)[141]
- أكثر حارس مرمى حافظ على نظافة شباكه في نسخة واحدة من كأس العالم: 5 (بجانب جانلويجي بوفون وباسكال زوبربوهلر وأوليفر كان وفابيان بارتيز ووالتر زينغا)[142]
- أكثر لاعب إسباني شارك في كأس العالم: 4 نسخ من البطولة (بجانب تشافي وأندوني زوبيزاريتا وفرناندوهييرو)[143]
- أطول فترة بدون هزيمة في بطولة كأس أمم أوروبا: 509 دقيقة[105]
- أكثر حارس مرمى حافظ على نظافة شباكه في بطولة أمم أوروبا: 9 (بجانب أدوين فان در سار)
- أقل حارس مرمى تلقى أهداف في نسخة واحد من بطولة أمم أوروبا: 1 (في 2012، بجانب جانلويجي بوفون وتوماس ماير ودينوزوف)
- أكثر حارس مرمى تصدى لركلات جزاء في بطولة أمم أوروبا: 3 (بجانب جانلويجي بوفون)

### الأوسمة
| الوسام                                     | سنة تقليد الوسام |
| ------------------------------------------ | ---------------- |
| الميدالية الذهبية من وسام الاستحقاق الملكي | 2009             |
| الابن المفضل للنافالاكروث                  | 2010             |
| الابن المفضل للموستوليس                    | 2010             |
| الصليب من وسام الاستحقاق الملكي            | 2015             |

## الملاحظات
1. ↑  تشمل كأس ملك إسبانيا وكأس البرتغال وكأس الدوري البرتغالي
2. 1 2 3 4 5 6 7 8 9 10 11 12 13 14 15 16 17  المباريات في دوري أبطال أوروبا
3. ↑  المباريات في كأس العالم للأندية 2000
4. 1 2  مباراة واحدة في كأس السوبر الأوروبي 2000، مباراة واحدة في كأس الإنتركونتيننتال 2000
5. 1 2 3 4 5 6  المباريات في كأس السوبر الإسباني
6. ↑  مباراتين في المرحلة التأهيلية وجولة المباريات الفاصلة في دوري أبطال أوروبا 2004–05
7. ↑  مباراة واحدة في كأس السوبر الأوروبي 2014، مباراتين في كأس السوبر الإسباني 2014، مباراتين في كأس العالم للأندية 2014
8. ↑  ست مباريات في دوري أبطال أوروبا 2015–16، مباراتين في الدوري الأوروبي 2015–16
9. ↑  مباراتين في المرحلة التأهيلية وجولة المباريات الفاصلة في دوري أبطال أوروبا 2016–17
10. ↑  خمس مباريات كأس البرتغال 2017–18، ثلاث مباريات كأس الدوري البرتغالي 2017–18
11. ↑  مباراة واحدة كأس السوبر البرتغالي 2018

## وصلات خارجية
- إيكر كاسياس على موقع IMDb (الإنجليزية)
- إيكر كاسياس على موقع إن إن دي بي (الإنجليزية)
- إيكر كاسياس على موقع قاعدة بيانات الفيلم (الإنجليزية)

- إيكر كاسياس على موقع الاتحاد الدولي (مؤرشف)  (الإنجليزية)
- إيكر كاسياس على موقع الاتحاد الأوربي (الإنجليزية)
- إيكر كاسياس على موقع قاعدة بيانات كرة القدم.إي يو (الإنجليزية)
- إيكر كاسياس على موقع بيانات كرة القدم. دي إي (الألمانية)
- إيكر كاسياس على موقع ليكيب (الفرنسية)
- إيكر كاسياس على موقع ناشيونال فوتبول تيمز (الإنجليزية)
- إيكر كاسياس على موقع Soccerway.com (الإنجليزية)
- إيكر كاسياس على موقع عالم كرة القدم.نت (الإنجليزية)
- إيكر كاسياس على موقع AS.com (الإسبانية)